# كيروان
كيروان هي مدينة ومحافظة فرعية غينية  تقع في جنوب شرق غينيا. وهي عاصمة محافظة كيروان. في عام 2014 كان عدد سكانها 36 355 نسمة.